# おうし座ゼータ星
おうし座ζ星（おうしざゼータせい、ζ Tau, ζ Tauri）は、おうし座の恒星で3等星。

## 性質
おうし座ζ星は、単線の分光連星系であり、これは2つの恒星が、望遠鏡では解像できないほど非常に近くを回転していることを示している。その代わり、主星の軌道運動は、スペクトルの吸収線のドップラー効果によって示唆される。2つの恒星は、地球と太陽の間の距離の117%に相当する約1.17auで、軌道周期はほぼ113日であると推定される。
太陽と比べると、主星は質量で11倍以上、半径で5－6倍という巨大な恒星である。125 km/sと高速で自転している。伴星は、太陽質量の約94%であるが、主系列星であるのか、中性子星か白色矮星か分かっていない。もし主系列星であった場合、その質量から、スペクトル分類はG4であると示唆される。
主星のスペクトルからは、スペクトル分類はB2 IIIpeとなる。光度分類が'III'となることからは、この恒星は、核の水素を使い果たした巨星であると考えられる。'e'という添え字は、このスペクトル中に輝線を含むものに対して用いられる。この恒星のようなBe星では、輝線は、恒星の外層から放出された物質によって形成された恒星の周囲のガスの円盤が回転することで生じる。スペクトルの掩蔽パターンは、円盤の密度波理論から生じる。円盤は、伴星の重力の影響により、歳差運動している可能性が示唆されている。

## 名称
古代中国の天文学では、二十八宿の1つの畢宿という星宿に含まれる天關（天関、Tianguan）と呼ばれる星官であった。天關は、天界に出入りする門に置かれた関所を意味する。2017年6月30日、国際天文学連合の恒星の命名に関するワーキンググループ (Working Group on Star Names, WGSN) は、おうし座ζ星の固有名として、Tianguan を正式に承認した。